# Dortan
Dortan település Franciaországban, Ain megyében. Lakosainak száma 2013 fő (2022. január 1.). Dortan Arbent, Oyonnax, Samognat, Chancia, Condes, Lavancia-Epercy, Viry és Thoirette-Coisia községekkel határos.

## Népesség
A település népességének változása:
| Lakosok száma | 1425 | 1609 | 2107 | 2100 | 1855 | 1845 | 1846 | 1879 | 1892 | 2013 |
|               | 1968 | 1982 | 1990 | 2006 | 2013 | 2015 | 2017 | 2019 | 2020 | 2022 |